# Silcher-Museum
Het Silcher-Museum is een museum in Weinstadt-Schnait in de Duitse deelstaat Baden-Württemberg. Het is gewijd aan Friedrich Silcher (1789-1860) die in dit huis werd geboren.

## Geschiedenis
Het pand werd in 1767 gebouwd als school en lerarenwoning. In 1789 werd Silcher hier geboren als zoon van een leraar.
De Schwäbische Sängerbund (sinds 2010 Schwäbischer Chorverband, een zangbond uit Zwaben) vestigde het museum hier in 1912 ter herinnering aan het werk en leven van de componist. Silcher is vooral bekend om zijn koor- en volksliedjes, een repertoire waarin hij tijdens zijn leven invloedrijk was.

## Collectie
Het museum werd in 1992 opnieuw vormgegeven met een inrichting in een landelijke sfeer uit de 19e eeuw. Er is een grote tentoonstellingsruimte, met afbeeldingen, muziekinstrumenten en andere voorwerpen die van Silcher zijn geweest. Het museum heeft rond duizend handschriften in zijn bezit.
Sinds 2000 werd de collectie uitgebreid met stukken over Zuid-Duitse amateurkoren en de  Schwäbische Sängerbund. De geschiedenis van deze bond gaat terug naar de oprichting in 1849.

## Galerij

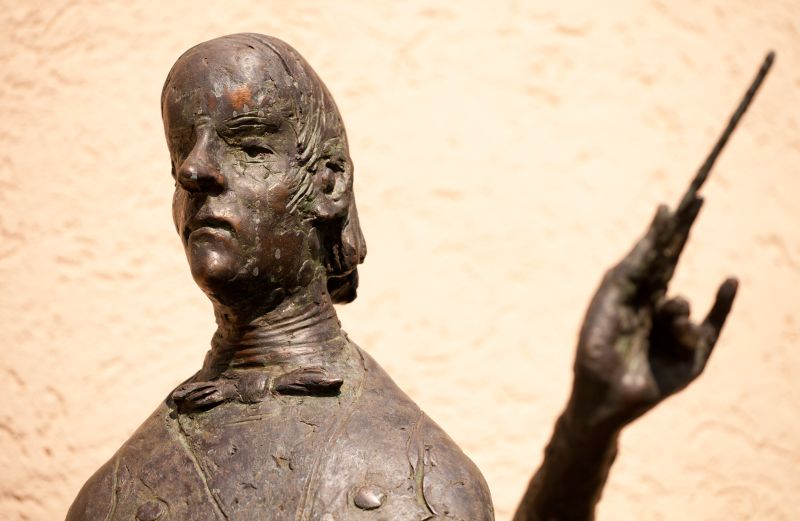
Beeld van Silcher voor het museum